# AXIGEN
AXIGEN Mail Server er en mailserver, med SMTP / ESMTP, IMAP, POP3, Webmail og Mobilmail. Fra version 6.10 er mulighed at hente mails fra en mobiltelefon.

## Historie
Udviklingen af Axigen Mail Server startede i 2003. Den blev lanceret i september 2005, og ifølge data frigivet af Gecad, er der nu over 400.000 postkasser i hele verden som bruger AXIGEN.
AXIGEN er tilgængelig for mange Linux-distributioner og Windows (RPM-baserede w / o gcc4, Slackware, Debian, Gentoo og Ubuntu), BSD-platforme Solaris og til Microsoft Windows. Udviklingsplanen inkluderer en Mac OS X-version.
| Software | Spire Denne artikel om software og programmering er en spire som bør udbygges. Du er velkommen til at hjælpe Wikipedia ved at udvide den. |